# Stélla Gréka
Stélla Gréka (en grec moderne : Στέλλα Γκρέκα), nom de scène de  Stylianí Lankadá (Στυλιανή Λαγκαδά), née le 1er avril 1922 à Athènes (royaume de Grèce) et morte le 6 janvier 2025 à Diónysos (Grèce), est une chanteuse et actrice grecque.

## Biographie

### Vie privée
Stélla Gréka a été mariée de 1942 à 1947 au poète, acteur, scénariste, dramaturge, réalisateur et metteur en scène Oréstis Láskos.

### Mort
Stélla Gréka meurt le 6 janvier 2025 à Diónysos, à l'âge de 102 ans.

## Filmographie
- 1945 : Ragisménes kardiés... de Oréstis Láskos : Louiza Hrysani
- 1946 : Visages oubliés (Prósopa lismoniména) de Yórgos Tzavéllas
- 1947 : Marína d'Alékos Sakellários : Marína

### Bande son
- 1945 : I villa me ta noufara (Tha ’thela)
- 1945 : Ragisménes kardiés... (Mes tou dasous ti sigi et Den tha se xehaso")
- 1947 : Marína (To tragoúdi tis Marínas)
- 2012 : An... (Íthes to vrády oneireftika)